# Super League 2005 (Cina)
La Chinese Super League 2005 fu la 2ª edizione del campionato di calcio della Cina. La Chinese Super League vide la vittoria finale del Dalian Shide, che si aggiudicò l'ottavo titolo della sua storia, tenendo conto della precedente Jia A League.

## Avvenimenti
Il campionato dopo due anni ha fornito un lato più positivo del calcio rispetto alla stagione precedente, con molti meno scandali di abuso di droga, partite truccate e altri avvenimenti dentro e fuori dal campo. Tuttavia, la stagione è stata criticata per essere stata poco entusiasmante, con alcuni che hanno affermato che l'unico motivo per cui determinati club hanno fatto bene era a causa del talento straniero. Infatti, la maggior parte delle squadre non aveva investito abbastanza nelle proprie rose per competere per le prime posizioni nella CSL. Dato che la decisione di annullare la retrocessione era stata annunciata prima dell'inizio della stagione, a differenza della stagione precedente in cui era stata decisa a metà, le squadre senza possibilità di retrocedere erano quindi riluttanti a spendere soldi per il mercato. Tuttavia, restava una forte concorrenza in cima alla classifica con sei squadre che lottavano per i primi due posti e l'accesso alla AFC Champions League. Il Dalian Shide è rimasto al vertice per quasi tutta la stagione ma c'è stata una rotazione costante del secondo posto. Nella metà inferiore della classifica il Chongqing Lifan è finito in fondo alla classifica per due anni consecutivi, mentre Shenyang Ginde è sceso al penultimo posto.

### Prime sorprese
Tra i contendenti al secondo posto, il Wuhan Huanghelou è stato senza dubbio la sorpresa. La squadra, promossa in CSL la stagione precedente, era poco conosciuta dagli avversari, ma hanno iniziato in modo superbo, intraprendendo una serie di sette vittorie consecutive, per questo, ad un certo punto della stagione, li ha messi alle calcagna di Dalian Shide. Tuttavia, come molte squadre inesperte, la loro compostezza è fallita nella seconda metà della stagione, ma hanno comunque conquistato un notevole quinto.

### Scatto finale
Nella seconda metà della stagione, la battaglia per il secondo posto è stata principalmente tra Shanghai Shenhua e Tianjin Teda. Il divario tra i due club era minimo e nessuno dei due poteva permettersi errori, anche lo Shandong Luneng Taishan e il Beijing Hyundai, anch'essi a breve distanza, stavano osservando da vicino le prestazioni degli avversari. Lo Shanghai Shenhua ha avuto un'impennata di forma nelle ultime gare, che gli ha assicurato il secondo posto, con lo Shandong Luneng Taishan che è arrivato terzo, perdendo il posto in Champions League per un solo punto, mentre il Tianjin Teda era abbastanza felice con un quarto posto. Il Dalian Shide ha vinto il suo ottavo titolo di massimo livello con un vantaggio di 12 punti, anche se loro e lo Shanghai Shenhua avevano perso lo stesso numero di partite ma i campioni erano riusciti a vincere 6 partite in più.

## Squadre partecipanti
| Club             | Stagione | Città     | Stadio                                     | Stagione precedente       |
| ---------------- | -------- | --------- | ------------------------------------------ | ------------------------- |
| Beijing Xiandai  | dettagli | Pechino   | Stadio dei Lavoratori di Pechino           | 7º posto in Super League  |
| Chongqing Lifan  | dettagli | Chongqing | Yanghe Stadium                             | 12º posto in Super League |
| Dalian Shide     | dettagli | Dalian    | Stadio Jinzhou                             | 5º posto in Super League  |
| Liaoning Zhongyu | dettagli | Shenyang  | Yingkou City Stadium e Anshan City Stadium | 4º posto in Super League  |
| Q. Zhongneng     | dettagli | Tsingtao  | Conson Stadium                             | 11º posto in Super League |
| S. Guancheng     | dettagli | Chengdu   | Centro sportivo di Chengdu                 | 9º posto in Super League  |
| Shandong Taishan | dettagli | Jinan     | Shandong Provincial Stadium                | 2º posto in Super League  |
| Shanghai Yongda  | dettagli | Shanghai  | Stadio di Shanghai                         | 3º posto in Super League  |
| Shanghai Shenhua | dettagli | Shanghai  | Stadio Hongkou                             | 10º posto in Super League |
| Shanghai Zobon   | dettagli | Shanghai  | Stadio del centro sportivo di Yuanshen     | 2º posto in League One    |
| Shen. Jianlibao  | dettagli | Shenzhen  | Stadio Shenzhen                            | 1º posto in Super League  |
| Shenyang Ginde   | dettagli | Shenyang  | Wulihe Stadium                             | 8º posto in Super League  |
| Tianjin Teda     | dettagli | Tientsin  | Minyuan Stadium e TEDA Football Stadium    | 6º posto in Super League  |
| Wuhan Huanghelou | dettagli | Wuhan     | Centro sportivo di Wuhan                   | 1º posto in League One    |

## Classifica finale
|                 | Pos. | Squadra          | Pt | G  | V  | N  | P  | GF | GS | DR  |
| --------------- | ---- | ---------------- | -- | -- | -- | -- | -- | -- | -- | --- |
| Cina (bandiera) | 1.   | Dalian Shide     | 65 | 26 | 21 | 2  | 3  | 57 | 18 | +39 |
|                 | 2.   | Shanghai Shenhua | 53 | 26 | 15 | 8  | 3  | 41 | 23 | +18 |
|                 | 3.   | Shandong Taishan | 52 | 26 | 15 | 7  | 4  | 47 | 30 | +17 |
|                 | 4.   | Tianjin Teda     | 49 | 26 | 14 | 7  | 5  | 48 | 26 | +22 |
|                 | 5.   | Wuhan Huanghelou | 42 | 26 | 11 | 9  | 6  | 34 | 26 | +18 |
|                 | 6.   | Beijing Xiandai  | 40 | 26 | 12 | 4  | 10 | 46 | 32 | +14 |
|                 | 7.   | Q. Zhongneng     | 34 | 26 | 9  | 7  | 10 | 26 | 31 | -5  |
|                 | 8.   | Shanghai Intern. | 31 | 26 | 8  | 7  | 11 | 30 | 32 | -2  |
|                 | 9.   | S. Guancheng     | 29 | 26 | 8  | 5  | 13 | 28 | 45 | -17 |
|                 | 10.  | Liaoning         | 29 | 26 | 7  | 8  | 11 | 34 | 42 | -8  |
|                 | 11.  | Shanghai Zhong.  | 22 | 26 | 5  | 7  | 14 | 18 | 35 | -17 |
|                 | 12.  | Shen. Jianlibao  | 22 | 26 | 4  | 10 | 12 | 22 | 42 | -20 |
|                 | 13.  | Shenyang Ginde   | 18 | 26 | 4  | 6  | 16 | 19 | 43 | -24 |
|                 | 14.  | Chongqing Lifan  | 13 | 26 | 2  | 7  | 17 | 16 | 41 | -25 |

Legenda:

      Campione di Cina e ammessa alla fase a gironi di AFC Champions League 2006

      Ammessa alla fase a gironi della AFC Champions League 2006
Tre punti a vittoria, uno a pareggio, zero a sconfitta.
La classifica viene stilata secondo i seguenti criteri:
- Punti conquistati
- Punti negli scontri diretti
- Differenza reti negli scontri diretti
- Reti realizzate negli scontri diretti
- Differenza reti generale
- Reti totali realizzate
- Classifica fair-play
- Sorteggio

### Verdetti
- Dalian Shide campione di Cina 2005.